# Carlos Franganillo Hernández
Carlos Franganillo Hernández (Oviedo, 31 d'octubre de 1980) és un periodista espanyol, presentador del Telediario 2 de La 1 de TVE des del 3 de setembre de 2018. Prèviament havia estat corresponsal de TVE en Washington des de juliol de 2014. Es va incorporar a la redacció d'internacional d'informatius de TVE en 2008. De 2011 a 2014 va ser corresponsal de TVE en Moscou.

## Biografia
Va realitzar la seva formació inicial en el Col·legi Internacional Meres de Siero (Astúries) (1983-1998) i va continuar els seus estudis universitaris en Madrid on es va llicenciar en Comunicació Audiovisual per la Universitat Antonio de Nebrija (2002) i en Periodisme per la Universitat CEU San Pablo (2004).

### Trajectòria professional
Es va iniciar en el periodisme en el diari La Nueva España de la seva terra natal, en pràctiques en 2003.
Posteriorment en 2005 va treballar en RNE en Oviedo.
En 2007 es va incorporar al departament de premsa de la Fundació Princesa d'Astúries.
El març de 2008 va ingressar per oposició en TVE.
Es va incorporar a la redacció de Televisió espanyola primer a Los desayunos de TVE i posteriorment a la redacció d'internacional dels Serveis Informatius dels telediarios. Durant aquesta etapa va viatjar com enviat especial a Orient Pròxim, Tailàndia, Alemanya i Grècia.
En 2010 va cobrir, també com enviat especial, entre altres esdeveniments el rescat dels miners a Xile o la tragèdia del Loveparade Duisburg.
L'1 de gener de 2011 va ser nomenat corresponsal dels serveis informatius de RTVE A Moscou on va cobrir les protestes Euromaidan o la Crisi de Crimea de 2014. També des d'aquest lloc va cobrir per a TVE la tragèdia de Fukushima o la massacre d'Oslo.
Des de l'1 de juliol de 2014 ocupa la corresponsalia de TVE a Washington en substitució de Lorenzo Milá, que es va traslladar a la corresponsalia de TVE a Roma.

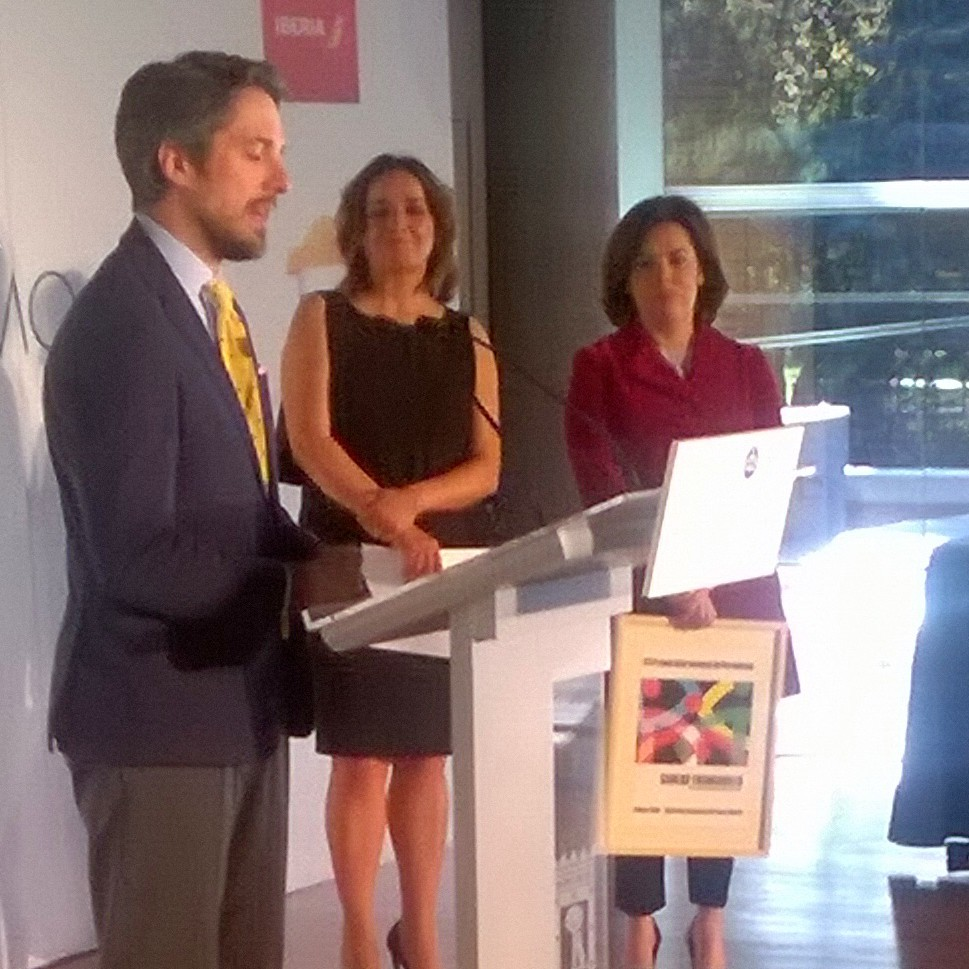
Carlos Franganillo rep el Premi del Club Internacional de la Premsa 2016

Des de setembre de 2018 presenta la segona edició del Telediario de La 1 de TVE.

## Premis
- 2014 se li concedeix el Premi Salvador de Madariaga de Periodisme[7]
- 2015 finalista al Premi Iris com a millor reporter.[8]
- 2016 Premi del Club Internacional de Premsa com a millor corresponsal espanyol per les seves cròniques "directes i precises" des de Washington i anteriorment des de Moscou.[9]
- 2019: Premi Ondas (Nacionals de Televisió). Millor presentador.
- 2019: Premi Iris al millor presentador d'informatius.